# Eurydice (épouse de Philippe III)
Pour les articles homonymes, voir Eurydice (homonymie) et Adea.
Eurydice (en grec ancien Εὐρυδίκη / Eurudíkê), de son nom originel Adéa (née vers 336, morte en 317 av. J.-C.), est l'épouse de son cousin Philippe III, demi-frère d'Alexandre le Grand et roi de Macédoine de 323 à 317. Elle apparaît avoir joué un grand rôle politique au début des guerres des Diadoques. Partisane de Cassandre, elle est contrainte au suicide par Olympias.

## Biographie

### Épouse dePhilippeIII
Née sous le nom d'Adéa entre 337 et 335 av. J.-C., Eurydice est la fille du roi du Macédoine Amyntas IV, fils de Perdiccas III, et de Cynané, fille de Philippe II, le père d'Alexandre le Grand. Son père règne durant trois années sur la Macédoine mais il est évincé par son régent et oncle, Philippe II. Comme il représente une menace potentielle, Alexandre le Grand, proclamé roi en 336, le fait assassiner.
En 322, Cynané décide d'unir sa fille, qui n'a alors qu'une quinzaine d'années, à son cousin le roi Philippe III, lui-même demi-frère d'Alexandre, réputé épileptique et déficient mental. Ce mariage déplaît fortement à Olympias, la mère d'Alexandre, et au régent Perdiccas qui ordonne à son frère, Alcétas, d'assassiner Cynané en Asie Mineure, alors qu'elle se trouve en route pour marier sa fille (322). Ce meurtre a probablement été perpétré non loin de Kelainai en Phrygie. Les sources antiques insistent sur le courage de la princesse face à son meurtrier et à son armée. 
L'armée macédonienne, scandalisée par l'assassinat de la fille de Philippe II, se mutine et fait accepter le mariage voulu par Cynané. Ce mariage provoque la réprobation d'Olympias et de sa fille Cléopâtre qui y voient une menace pour leurs ambitions. C'est probablement la même Assemblée des Macédoniens qui renomme Adéa du nom de la mère de Philippe II, Eurydice. Celle-ci semble avoir demandé à l'Assemblée d'être considérée comme la porte-parole de son époux, et donc la représentante du roi, en lieu et place de son tuteur officiel, Cratère. Ce meurtre a pour conséquence d'accélérer la formation de la coalition contre le chiliarque.

### Pendant les guerres des Diadoques
Eurydice joue dès lors, malgré sa jeunesse, un rôle important dans le contexte des guerres des Diadoques. Elle se montre très ambitieuse et a l'intention de récupérer pour elle-même le pouvoir royal. 
Durant les accords de Triparadisos en Syrie (mai 321 av. J.-C.), le régent Antipater subit une mutinerie fomentée par Eurydice. L'armée macédonienne réclame en effet auprès du régent les gratifications promises par Alexandre le Grand. Eurydice accuse Antipater en public mais l'intervention des troupes d'Antigone le Borgne permet au régent de reprendre le contrôle de la situation. 
En 317, elle profite de l'absence de Polyperchon, le nouveau régent de Macédoine en lutte avec Cassandre, pour s'entendre avec le parti de ce dernier. Elle ordonne, au nom de Philippe III à Polyperchon et Antigone, de remettre leurs armées à Cassandre. Au printemps 317, Cassandre entre en Macédoine après en avoir repoussé Polyperchon. Eurydice le fait proclamer régent de Macédoine alors que Polyperchon est déchu de ce titre.
Olympias, alors en Épire avec le jeune Alexandre IV, mobilise une armée et marche sur la Macédoine ; elle craint le pouvoir d'Eurydice qu'elle considère comme un obstacle à son petit fils pour l'accession au trône. Elle rencontre les forces levées par Philippe III et cette dernière à Euia, à la frontière entre la Macédoine et la Thessalie. Le prestige de la reine-mère et le souvenir d'Alexandre l'emportent : les soldats de Philippe III l'abandonnent, le faisant prisonnier. Eurydice est bientôt elle aussi arrêtée alors qu'elle fuit vers Amphipolis. En septembre 317, Olympias fait assassiner Philippe III puis, après quelques jours de détention, elle ordonne à Eurydice de se suicider par le poison ou la pendaison. Celle-ci se pend avec sa ceinture sans une parole de lamentation. Olympias fait également exécuter 100 de leurs partisans, dont Nicanor, le frère de Cassandre. Ce dernier assure à Eurydice des funérailles royales dans la nécropole royale d'Aigéai aux côtés de Philippe III et sa mère Cynané. Le couple royal n'a pas eu de descendance.

## Sources antiques
- Diodore de Sicile, Bibliothèque historique [détail des éditions] [lire en ligne], XVIII-XIX.